# Puerto de Ibañeta
De Puerto de Ibañeta of Roncesvallespas is een bergpas over de hoofdkam van de Pyreneeën in het noordoosten van de Spaanse regio Navarra. De pas is 1057 meter hoog en heeft voornamelijk een historisch belang. De pas is bekend van de Slag bij Roncevaux waarbij de Basken in 778 de Franken onder leiding van Karel de Grote en Roland versloegen. Net ten zuiden van de pas ligt het dorp Roncesvalles.
Ter hoogte van de Ibañeta ligt de staatsgrens tussen Spanje en Frankrijk ten noorden van de hoofdwaterscheiding van de Pyreneeën, die hier ook de waterscheiding vormt tussen de Atlantische Oceaan (noord) en de Middellandse Zee (zuid, via de Ebro). Ten noorden van de pas ligt de Spaanse gemeente Luzaide, die volledig tot het stroomgebied van de Nive, een zijrivier van de Adour, behoort.
De pas voert de Camino navarro, een deel van de pelgrimsroute naar Santiago de Compostella over de Pyreneeën. Door de aanleg van autosnelwegen als de Spaanse AP-1 en A-15 en de Franse A63 die de Pyreneeën omzeilen langs het westen, is het belang van de pas vandaag sterk afgenomen. Via Erro kan Pamplona bereikt worden, via de afdaling langs Aoiz kan men centraal Spanje en steden als Logroño bereiken. Een andere belangrijke bergpas in de omgeving is de Velatepas tussen Irun en Pamplona.